# エラスモサウルス科
エラスモサウルス科 (Elasmosauridae)は、首長竜類の科の一つ。 首長竜の中で最も長い首をもち、白亜紀に生存していた。主に甲殻類や軟体動物を捕食していた。

## 大きさ

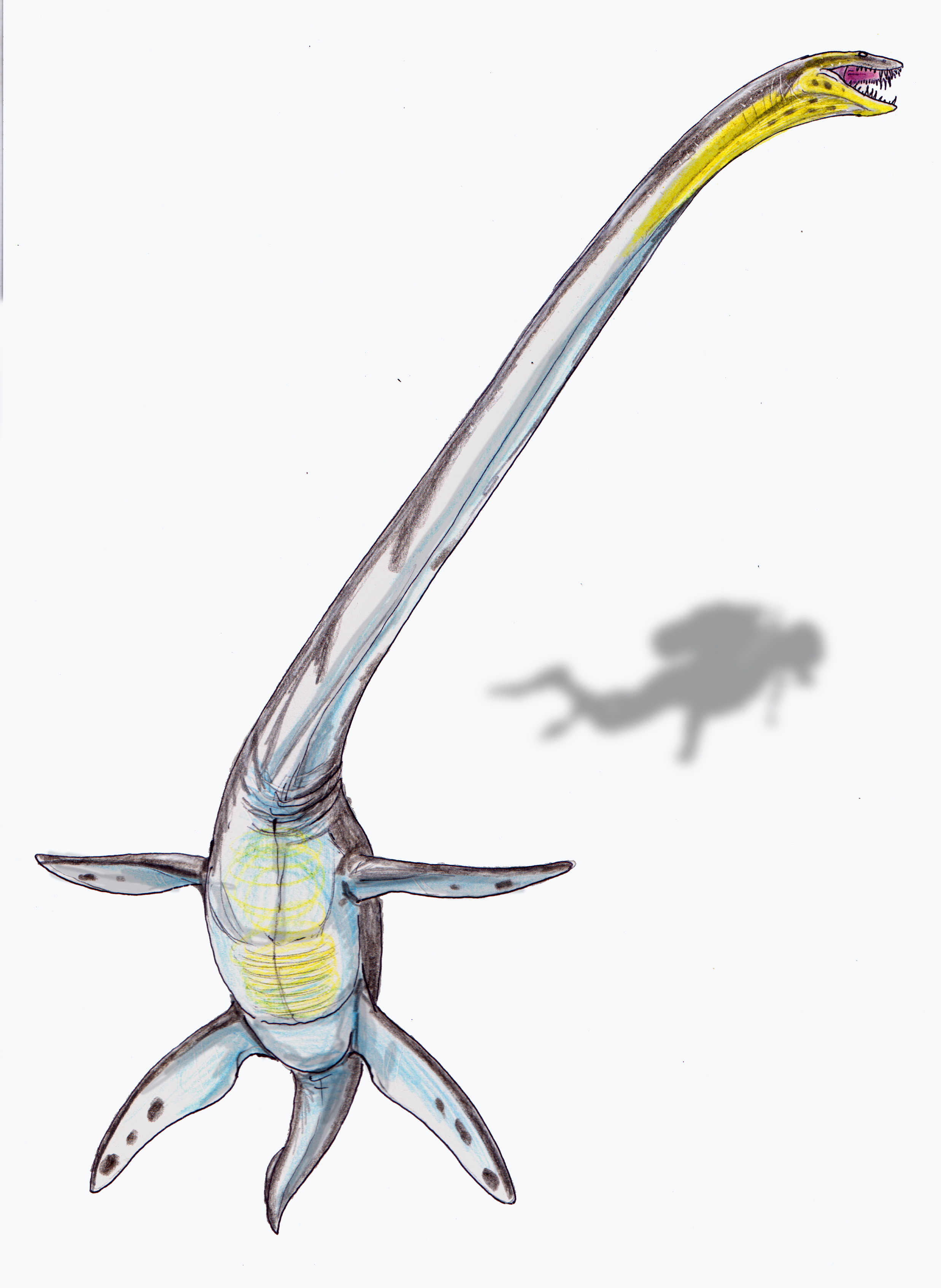
タラッソメドン復原図

初期のエラスモサウルス類は中型で約6ｍ程度であった。白亜紀後期では大型化を極め、11.5m～12mにまで成長した。代表種にスティクソサウルス、アルベルトネクテス、タラッソメドン等がある。彼らの首は首長竜の中で最も長く、32個～76個の頚椎をもっていた。体重は数tになった。

## 系統発生
エラスモサウルス科は1869年にエドワード・ドリンカー・コープによって、エラスモサウルスに基づいて設立された。
| - エラスモサウルス科 - アレクセイサウルス - アフロサウルス - カラワヤサウルス - カルディオコラクス - キモリアサウルス - エロマンガサウルス - フレスノサウルス - フタバサウルス - ヒドラルモサウルス - ヒドロテロサウルス - カワネクテス - リボネクテス - ナコナネクテス - マウイサウルス - モレノサウルス - スカニサウルス - タラッソメドン - トゥアランギサウルス - ヴェガサウルス - ワプスカネクテス - ウォールンガサウルス - ザラファサウラ - アリストネクテス亜科 - アリストネクテス - カイウェケア - エラスモサウルス亜科 - アルベルトネクテス - エラスモサウルス - スティクソサウルス - テルミノナタトル | - 疑問名とされるもの - ゴニオサウルス - オグモディルス - オロフォサウルス |